# Pterodontia
Pterodontia is een vliegengeslacht uit de familie van de spinvliegen (Acroceridae).

## Soorten
- P. flavipes Gray, 1832
- P. johnsoni Cole, 1919
- P. misella Osten Sacken, 1877
- P. notomaculata Sabrosky, 1948
- P. vix Townsend, 1895
- P. waxelii (Klug, 1807)
- P. westwoodi Sabrosky, 1948